# مهرآباد چفت‌سر
مهرآباد چفت‌سر، روستایی است از توابع بخش گیل‌خوران شهرستان جویبار در استان مازندران ایران.

## جمعیت
این روستا در دهستان لاریم قرار داشته و براساس آخرین سرشماری مرکز آمار ایران که در سال ۱۳۸۵ صورت گرفته، جمعیت آن ۶۰نفر (۲۰خانوار) بوده‌است.